# Ana de Moscou
Ana de Moscou (português brasileiro) ou Ana de Moscovo (português europeu) (Anna Vasilievna) foi a primeira esposa do imperador bizantino João VIII Paleólogo. Quando ela morreu, em agosto de 1417, o marido ainda era co-imperador júnior com o pai, Manuel II Paleólogo.

## Família
Ana era filha de Basílio I de Moscou e de Sofia da Lituânia. Seus avós maternos eram Vytautas, o Grande, e sua primeira esposa, Ana, a grã-duquesa da Lituânia.
Ela se casou com João VIII em 1414 e tinha uma posição inferior apenas à de sua sogra, Helena Dragasa, entre as mulheres na corte bizantina. A História de Ducas relata que ela teria morrido de "peste" em 1417 (acredita-se que ela tenha sucumbido à peste bubônica). Após o grande surto que ficou conhecido como "Peste Negra" em meados do século XIV, epidemias menores de "peste" continuaram afligindo partes da Europa esporadicamente até o século XVII, à cada vez com menor intensidade e menos casos fatais, o que sugere um aumento da resistência geral por conta de uma seleção natural.